# Ramon Turull Bargués
Ramon Turull Bargués (Cervera, 19 de març de 1922 – 8 de novembre de 2003) va ser mestre, escriptor, llibreter i editor cerverí que s’identificava i es confonia amb la seva terra –en el sentit més immediat del terme– i que tenia Cervera com a referent personal, vital, cultural i literari.
Ramon Turull va viure i va entendre el món a partir de la premsa, els llibres i la conversa, sense necessitat ni ànim de moure’s. Vist amb perspectiva, Ramon Turull va ser, sense estridències ni heroïcitats, com d'altres homes de la seva generació, un d’aquests personatges cerverins que, quan el país es trobava en hores baixes, va mantenir, com qui diu sense pretendre-ho i potser sense saber-ho, la flama de l'esperit col·lectiu. Liberal en un context ultraconservador, va defugir el compromís polític, però en canvi va traginar per tirar el país endavant. Certament, va ser d’aquells individus que va fer de baula entre un passat que havia estat prometedor i un present que transitava des de la foscor franquista vers un futur incert.

## Biografia

### La família
La família Turull, de renom Cal Venturoso, procedia de Vergós Guerrejat, i es va instal·lar a Cervera a principis de segle xx muntant un magatzem de venda de productes per a l’agricultura. El pare, Francesc, va morir als 54 anys poc abans de la guerra, i això obrí la porta a la dispersió del patrimoni i dels mateixos membres de la família. La vídua, Dolors Bargués, i l’única filla, Carme (amb el seu fill, Ramon Albareda Turull), es van instal·lar a Lleida a casa de la seva germana, la tieta Pepeta, vídua de guerra.
Ja vivia a la ciutat del Segre, també, el fill major (d’un primer matrimoni), Joan Turull Duch, i igualment s’hi instal·laria, un cop acabat un llarg període militar (entre guerra i servei militar afegit) i casat amb la balaguerina Teresa Torres, l’altre fill, el Josep o Pepe Turull, que més endavant, a mitjan anys 50, emigraria a l'Argentina, on morí als 90 anys d’edat el 2009, i on encara viuen la seva viuda i dos dels seus tres fills. El Ramon Turull, doncs, passà llargs períodes sol a la casa de Cervera, entre els anys 40 i 50, fins que es casà el 19 de desembre de 1959 amb la Paquita Rubinat Ninot, filla petita de Cal Felis de Verdú, que tanmateix havia nascut ja a Cervera i, de fet, vivia a la primera casa del mateix carrer de les Verges (després General Güell i actualment Guinedilda), fent cantonada, davant per davant de l'església de Sant Antoni.

### Àfrica
Nascut el 1922, Ramon Turull era doncs de la “quinta del 43” (es va lliurar de fer la guerra per dos anys, ja que la famosa “Lleva del Biberó” corresponia a la del 41, és a dir els nascuts el 1920, com els seus amics Joan Salat o Josep Benet). Va fer el servei militar entre 1944 i 1946 a Nador, al nord d'Àfrica, una població situada un poc al sud de Melilla, avui dins del Marroc. Allí el Turull (“el Teruel”, li deien, desacostumats a pronunciar un cognom tan català) va prendre contacte amb el món magribí i musulmà (afirmava haver-se llegit l'Alcorà), i feu principalment funcions educatives i culturals, com ara ensenyar a llegir i escriure els molts analfabets que hi havia entre els reclutes, o redactar i editar la revista del campament. Aquest període coincidí amb els inicis de la revista cerverina Segarra, fundada precisament el 1944, en la qual col·laborà des d’Àfrica enviant uns articles, entre reflexió i crònica, sota el títol de secció “Nadorianas”, on exercità de manera definitiva l’art de la síntesi, que marcaria el seu estil per sempre.

### Activitats culturals
Els anys de la crua postguerra, les dècades dels 40 i 50, van ser malgrat tot, a Cervera, un període de creativitat i, en definitiva, de represa. Sense oblidar altres iniciatives importants com la Passió o les activitats d'Acció Catòlica, en què ell no participà de manera directa, Ramon Turull sí que va intervenir en la fundació del quinzenal Segarra (on col·laborà fins a la seva transformació en el mensual Segarra Actualitat, i encara després en aquest, a més d'altres publicacions locals i comarcals), així com en múltiples activitats de caràcter cultural, sobretot les relacionades amb el periodisme, la poesia i el teatre. També van ser èpoques d’interessos per ampliar cultura i coneixements lingüístics; Ramon Turull fou autodidacte en llengua catalana, de la qual arribaria a ser el primer i principal professor a la ciutat entre els anys 60 i 80, i en una imatge de mitjan anys 50 se’l veu amb una colla d’amics i amigues estudiant anglès mitjançant revistes nord-americanes, al menjador mateix de la casa familiar.

### Docència
Tot i haver iniciat els estudis de Dret a la Universitat de Barcelona, Ramon Turull va completar els estudis de magisteri en la modalitat d’estudiant lliure. La seva faceta docent es va desenvolupar en diferents institucions educatives. La primera va ser la Mutua Escolar. Aquest centre va néixer el 1940 de la iniciativa privada i durant molts anys fou l'única institució d’ensenyament secundari que hi hagué a Cervera després de la guerra, quan va cessar l’activitat de l’institut Ramon y Cajal. El claustre docent durant l’època de plenitud del centre estaria format per Josep Pagès Corbera, Ramon Turull Bargués, Maria Rosa Altisent Comaposada, Josep Tella Pont, Carme d’Olalde Montiu i Ramon Rubinat
Els professors de la Mútua van marcar unes quantes generacions de cerverins durant la llarga postguerra. Després de la Mútua, la seva activitat docent es va desplegar a l’Institut Laboral –després Antonio Torroja- i a l’Institut La Segarra, fins a la seva jubilació l’any 1987.
Una altra activitat docent i cultural especialment significativa de Ramon Turull va tenir lloc a partir de 1968 amb els cursos de català que oferia als vespres sota l’aixopluc de la Càtedra de Cultura Catalana Samuel Gili i Gaia de l'Institut d’Estudis Ilerdenses. Entrada la democràcia, va seguir impartint cursos de català per a adults ja sota els auspicis del Consorci per la Normalització de la llengua.

### El quinzenariSegarra
Quan tenia 22 anys, Ramon Turull va formar part dels grup de joves cerverins que el juny de 1944 van crear el quinzenari Segarra. Era una idea sobre la qual hi donaven tombs feia temps i que no va acabar de cristal·litzar fins que a la veïna Tàrrega es disposaven a donar a llum una publicació equivalent. Tot i que fou un dels impulsors de la iniciativa, el servei militar a l’Àfrica el tingué allunyat de la gestió de la publicació.
El primer consell de redacció, l'integraven Josep M. Sarrate, que en fou el primer director, Emili Rabell, que en va prendre el relleu molt aviat, Josep Mestres i Pere Riba. Entre els col·laboradors del primer moment hi havia Ferran Razquin, Carles Cepero i el mateix Ramon Turull, i al començament dels anys 50 s'hi comptava Ramon Térmens, Josep Ferran, Ramon Turull, Emili Rabell, Jaume Magre, Josep Mestres, Josep M. Boquet, Pepe Vidal, Joan Salat, Ferran Razquin, Josep Batlle i Pere Riba.

### Institucional
Entre els anys 1962 i 1971 Ramon Turull va ocupar alguns càrrecs menors de responsabilitat institucional. El 1962 era elegit membre de la Junta Directiva del Círculo de Cervera per l’assemblea de l’entitat i passava a responsabilitzar-se de la seva Biblioteca; l’any 1964 renovava en el càrrec i el 24 de desembre de 1965 n’era elegit President. Aprofitant la necessària adaptació dels estatuts de l’entitat a la nova llei d’associacionisme, va impulsar una certa catalanització de l’entitat, que passà a denominar-se Casal de Cervera. L’any 1967 cessava de les responsabilitats directives dins l’entitat. I és que pocs anys abans, el 1964, havia estat elegit i nomenat concejal a l’Ajuntament de Cervera; era reelegit en el càrrec el 1969 i cessava definitivament de tota responsabilitat política el 1971.

### Escriptor
Durant la dècada de 1950, i sobretot a partir de 1952 (quan complí 30 anys, encara solter), Ramon Turull es va dedicar amb especial intensitat i èxit a la tasca d’escriptor teatral. Sense deixar ni la docència ni la constant dedicació periodística, a partir d’aquella data se succeirien diverses obres, algunes d’elles premiades en certàmens nacionals, que el van situar entre els dramaturgs emergents de les generacions de postguerra en llengua catalana, al costat de Josep M. Folch i Camarasa o Josep Maria Espinàs.
Dues d’aquestes obres foren a més publicades dins de la popular col·lecció de textos teatrals de l'editorial Nereida, El fabricant de nadals (1959) i L’amor truca a la porta (1958), que va ser sens dubte el seu major èxit (més de 500 representacions) junt amb la seva versió dels Pastorets, Rosa de Betlem (1959), que es representa encara.
Després de gairebé dues dècades (anys 60 i 70) dedicat a altres afers (especialment la docència a la Mútua i a l’Institut, i la creació de la llibreria Dondara i de l'editorial Biblioteca de Cervera i la Segarra, sense oblidar naturalment la formació d’una família pròpia i la participació en institucions com el Casal, que presidí, o la mateixa Paeria de Cervera, on fou regidor de cultura), Ramon Turull va reprendre als anys 80 i 90 una carrera com a escriptor que, deixant a banda les constants col·laboracions a la premsa (en particular a Segarra), havia deixat aparcada a finals de la dècada dels 50. A diferència de la producció d’aleshores, centrada en el teatre, ara els gèneres serien molt més diversos i, malgrat incloure també alguna nova peça teatral (inèdita, com L'escoltador), abastaria sobretot la poesia (Petit poema de Cervera, 1984; Repicons de Sant Magí, 1985), la narrativa per a infants (La bruixa enemiga de la Carranca i vuit històries d’animals, 1992) i l’assaig sobre cultura popular i història (La festa de Sant Magí a Cervera, 1977, de diversos autors; Històries de Cervera VI: homes, fets, converses i anècdotes sobre campanes, 1993; Petit àlbum de Cervera, 1997).

### Llibreter
Ramon Turull, amb l’ajut de la seva esposa Paquita (modista de professió), es dedicava a la venda de llibres des de finals dels anys 60, en el seu domicili al primer pis de Cal Venturoso. Llibres infantils i juvenils i enciclopèdies de tota classe, sobretot, que van començar a abastir les llars cerverines d’aquests béns culturals en un moment en què a la ciutat no hi havia pròpiament cap llibreria “de llibres” (sí impremtes, quioscos i papereries, algunes de llarga tradició). Però el moment clau va ser la fundació, l’any 1972 (el mateix de l'edició del Llibre de Cervera, i quan Ramon Turull complia just els 50 anys) de la Llibreria Dondara, inaugurada el 7 de desembre d’aquell any. Fins al 1987, moment de la jubilació del titular, l'establiment va ser regentat per la família, amb la Paquita al capdavant i l’ajut dels fills i d’una dependenta (Laura Carasol primer, i després Concepció Caus durant molts anys); el Ramon s’ocupava en particular de la part de llibreria, i era habitual trobar-lo assegut (i fumant), amb la màquina d’escriure o bé donant conversa (o veritable tertúlia), a la tauleta-camilla rodona que hi havia entrant a mà esquerra, just darrere dels aparadors. En tot cas, molts cerverins i alguns forans recorden els temps de plenitud de la Llibreria Dondara com un important focus de cultura, i com un lloc on s’estava al corrent del que passava arreu del país i del món, amb un servei de novetats ben nodrit (els taulells laterals i els aparadors es renovaven contínuament), que es complementava amb un fons ben seleccionat amb les millors obres de la literatura catalana, castellana (i hispanoamericana, a l’època del boom) i universal, i amb llibres de tota mena, no sols de novel·la o narrativa. El contacte era constant amb les principals editorials i distribuïdores, i són molts encara els antics viatjants i responsables d’aquestes empreses del llibre que recorden amb singularitat el cas d’aquella llibreria tan activa al cor de la petita ciutat de la Segarra...

### Editor

#### Notícia de Cervera i la Segarra
La tasca d’editor de Ramon Turull s’encetava l’any 1971 amb la publicació del quadern L'ensenyament del francès a Cervera 1903 – 1971... Aquest opuscle de 60 pàgines significava el veritable tret de sortida d’una magna col·lecció que Ramon Turull planejava impulsar sota el nom de Biblioteca de Cervera i la Segarra. I això amb la pretensió, segons el mateix autor, "de reunir la principal matèria dispersa escrita sobre Cervera i la comarca, i consignar d’una manera objectiva l’actualitat que, només demà, serà història. Llibres, doncs, d’història feta i d’història viva, a manera d’una crònica llarga que enllaci el passat amb el futur a través del pont d’ara".
| « |  | » |

L’autor preveia que els quaderns monogràfics que seguirien podrien ser "relligats al cap de vuit o deu números, i amb l’índex corresponent, i puguin formar un volum de la Biblioteca. Aquestes quaderns, el títol genèric dels quals serà simplement, expressivament, el de Notícia de Cervera i la Segarra, permetran, per una banda, servir més l’actualitat, i per una altra, publicar matèries presents o pretèrites que, tot i el seu interès, no donen prou per a un llibre." 
| « |  | » |

I així fou com, certament, amb el pas del temps, Ramon Turull arribà a publicar tres volums d’aquella “Notícia de Cervera i la Segarra”, amb aquelles tapes grogues ben singulars. Els volums, però, no reeditaven les obres que comprenien, sinó que literalment les enquadernaven conjuntament i hi afegien un índex general. El primer volum de “Notícia...” era relligat el 1978 amb sis quaderns, el segon el 1982 amb deu i el tercer i últim volum es relligava el 1985 amb sis quaderns més.
Finalment hi havia consignats 25 quaderns, però ni tots van ser relligats ni tots havien estat originàriament editats per Ramon Turull, com ell mateix sempre advertia, amb el que la sèrie aplegava material d’origen ben divers, des del Grup de Recerques de les Terres de Ponent fins a l’Institut d’Estudis Ilerdenses. Ramon Turull se sentia especialment cofoi de poder reproduir, a les guardes del volum tercer, una llista amb els 78 col·laboradors de la BCiS fins aquell 1985.

#### Les col·leccions
Amb el pas dels anys el gran projecte marc que era la “Biblioteca de Cervera i la Segarra” es va anar vertebrant, fins a arribar a definir-ne cinc sèries que batejaria amb el nom de les cinc campanes del campanar de Cervera. La sèrie Seny Major acolliria les tres obres majors que havia editat Ramon Turull, cadascuna amb sobrecobertes d’un color diferent: el Llibre de Cervera (tabac), el Llibre de la Universitat (verd) i els tres volums referits de “Notícia de Cervera...” (groc). La sèrie Nova va acollir 15 volums de butxaca, amb un disseny de Jordi Sàrries que va marcar-ne tota la col·lecció i que recordava els memorables d’Austral; va iniciar aquesta sèrie el Petit Poema de Cervera i el va cloure el sisè volum d’Històries de Cervera. La sèrie Tibau, certament com la campana, aplegava obres històriques i literàries de dimensió mitjana i intermèdia, entre la Major i la Nova, i hi van trobar cabuda des de l’Antologia poètica de Josep Solsona fins a la Taula de Canvi de Llobet Portella; com també era consignat, hi havia edicions de procedència editorial diferent, des de l’IEI fins als Amics de Sant Magí. La quarta sèrie era la Trinitat, i agrupava allò que no eren llibres, concretament un parell de cassetes i uns goigs. I finalment la sèrie Carranca, que es va identificar amb la seva obra infantil La bruixa enemiga de la Carranca.

#### Llibre de Cervera
Vist en perspectiva, potser el lloc més destacat en la seva tasca d’editor el va ocupar el Llibre de Cervera, i això per, com a mínim, tres motius: perquè clarament inaugurava un vast i substanciós projecte editorial; per la transcendència de l’obra; i per la seva magnitud formal i substancial. La “Presentació” que el mateix Ramon Turull signava al Llibre de Cervera n’assenyalava els objectius i les característiques. Després de renunciar a publicar els escrits esparsos d'Agustí Duran i Sanpere d’ençà de 1912, es va optar per quelcom diferent. L'editor, donant la paraula a l’autor, advertia el següent: “que ningú no cregui que Llibre de Cervera pretén ésser una història de Cervera amb un fil conductor a través dels diversos apartats. Ben altrament, és més aviat un conjunt d’assaigs i de petites monografies amb espais deixats en blanc. Hem procurat, això si, ordenar els articles reproduïts d’acord amb els temes que hi són tractats i salvar els buits observats amb articles inèdits. Altres vegades, hem alleugerit articles suprimint els apèndixs documentals o convertint-los en una regesta sovint abreviada”. Segons l'editor, el material inèdit o el material que havia estat tan refet que se n’hi podia considerar, abastava gairebé les dues terceres part del llibre. El volum va aparèixer per Sant Jordi de 1972 i va ser imprès a les indústries gràfiques F. Camps Calmet, de Tàrrega, que, sense autorització, se’n va irrogar l'edició.
Se’n va fer una tirada de 1000 exemplars que va resultar un autèntic èxit popular. Gent de tota índole i procedència social, cultural i econòmica volien tenir el Llibre de Cervera del senyor Duran amb una actitud gairebé reverencial. El Llibre de Cervera, fill de Duran i Sanpere i de Ramon Turull, acabava de convertir-se en un autèntic referent d’identitat i cerverinisme, a banda d’un instrument de primera línia de divulgació històrica i científica. A aquella primera edició de 1972 (i que manté un dipòsit legal datat el 1971), amb el llom quadrat, la fotografia del campanar a la portada, i una tirada a part amb enquadernació de luxe, en va seguir una segona edició el 1977 per Curial Edicions. La segona edició modificava breument la presentació, suprimia una breu semblança de l’autor que havia escrit Joan Ainaud i reproduïa en edició anastàtica el tronc central de l’obra, amb les mateixes fotografies de la primera edició i de les que tan orgullós se’n mostrava Ramon Turull. Finalment, i després de molts anys d’exhaurides les reimpressions de Curial, l’any 2001 la regidoria de Cultura de la Paeria de Cervera va impulsar una nova edició, la tercera, amb motiu del 25 aniversari de la mort d’Agustí Duran i Sanpere. Llibre de Cervera era un volum de 576 pàgines, 134 imatges, 29 pàgines d’índex onomàstic i 13 pàgines d’índex de làmines..

#### Història de la Universitat de Cervera
L’èxit editorial i popular del Llibre de Cervera va animar Ramon Turull cap a un nou projecte d’embergadura: l’any 1981 reeditava l’antiga Reseña histórica, científica y literaria de la Universidad de Cervera, de Federico Vila. L’obra havia estat publicada originàriament l’any 1923 i malgrat el pas dels anys, en aquells moments encara era considerada la millor història de la Universitat de Cervera. Ramon Turull publicava l’obra, de 433 pàgines, afegint, al text original, un pròleg redactat expressament per a l’ocasió per Miquel Batllori, un complet índex sistemàtic, una notable sèrie fotogràfica de Gómez Grau i una mena d’annex sobre una segona restauració de l'edifici. Cal admetre que aquesta iniciativa editorial va significar un fracàs econòmic i de distribució. L'editor creia que reeditant l’obra en castellà plourien les comandes d’arreu de l’Estat, i no va ser així, de la mateixa manera que l’obra, pel seu to erudit i precisament per publicar-se en castellà en plena eclosió del català, tampoc no es va vendre a nivell cerverí. Va ser, certament, l’últim dels grans projectes editorials de Ramon Turull. En endavant seguí publicant obres menors, com les populars i entranyables de la Sèrie Nova.

## Obra publicada
Teatre:
L’amor truca a la porta (1958)
El fabricant de nadals (1959)
Poesia:
Petit poema de Cervera (1984)
Repicons de Sant Magí (1985)
Narrativa per a infants:
La bruixa enemiga de la Carranca i vuit històries d’animals (1992)
Assaig sobre cultura popular i història:
La festa de Sant Magí a Cervera (1977) 
Històries de Cervera VI: homes, fets, converses i anècdotes sobre campanes (1993)
Petit àlbum de Cervera (1997)